# Lepidozamia
Lepidozamia ist eine Gattung der Palmfarne (Cycadales). Der Gattungsname leitet sich vom Griechischen lepidos („schuppig“) ab und bezieht sich auf die schuppigen Blattbasen, die den Stamm bedecken. Beide Arten sind im Anhang II des Washingtoner Artenschutz-Übereinkommens (CITES) gelistet.

## Merkmale
Die Stämme sind baumförmig, meist unverzweigt. Lepidozamia hopei bildet mit 17,5 m die höchsten bekannten Palmfarne. Die Blattbasen bleiben erhalten und bilden mit den Cataphyllen am Stamm ein regelmäßiges Muster.

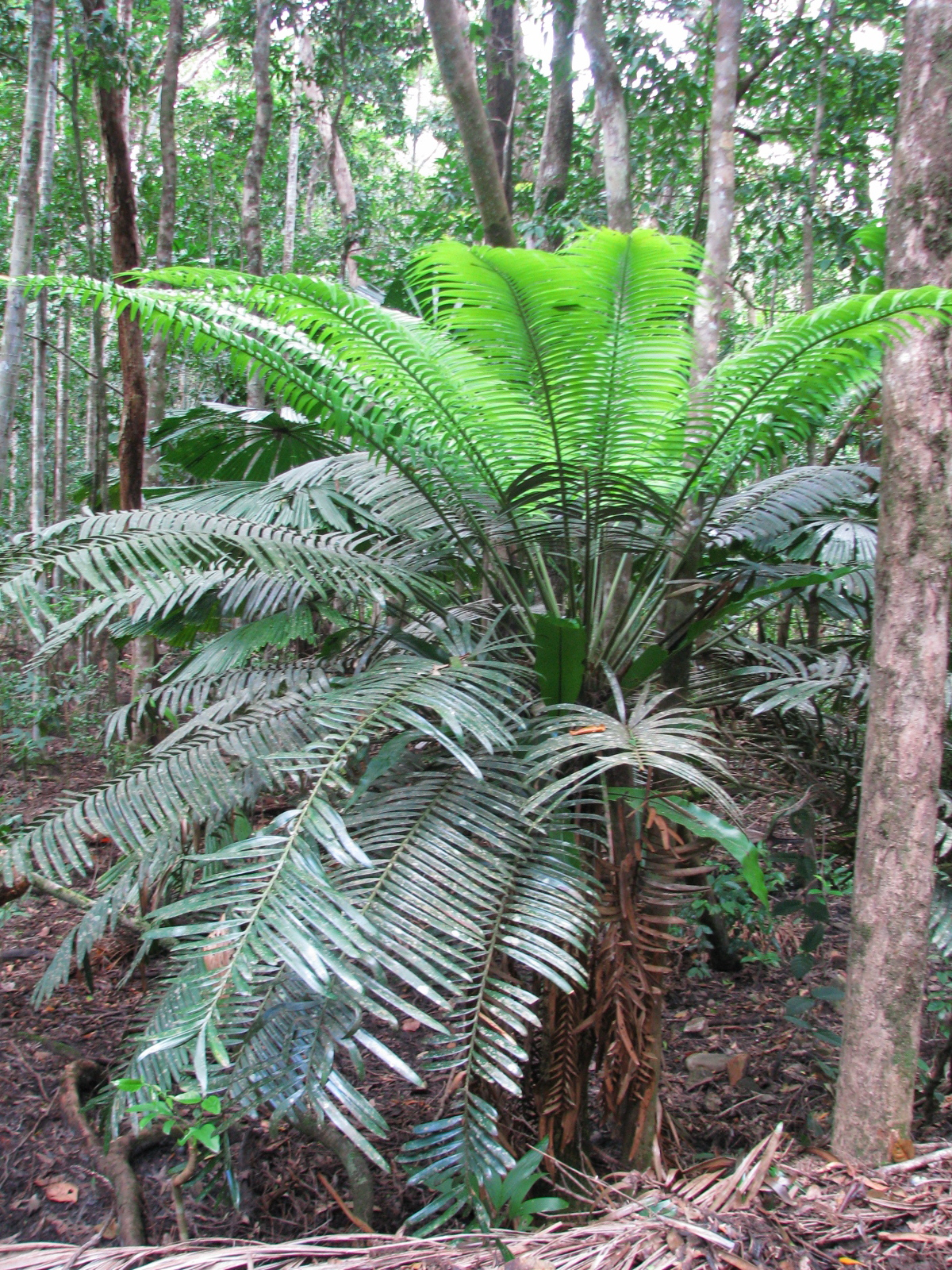
Lepidozamia hopei

Die Blätter sind einfach gefiedert, gebogen, glänzend dunkel- bis mittelgrün, unbewehrt. Die Fiederblättchen sind sichelförmig und hängen etwas. Sie sind ganzrandig, zur Basis und Spitze des Blattes zu etwas verkleinert, jedoch nie dornig.
Die weiblichen Zapfen stehen einzeln, sind eiförmig, aufrecht, fast sitzend und kurz braun behaart. Die nach außen weisende Seite des Sporophylls ist gebogen, die Spitze oft nach oben gewandt. Ein scharfer Dorn wie bei Macrozamia fehlt. Die Samen sind groß, meist zwei pro Sporophyll, selten drei. Die männlichen Zapfen stehen einzeln, sind elliptisch, fast sitzend und aufrecht, bis der Pollen ausgestreut ist, danach niederliegend. Die gesamte Oberfläche ist dicht hellbraun behaart.
Die Chromosomenzahl ist 2n = 18.

## Verbreitung und Standorte
Die Gattung ist endemisch in Australien und kommt in den tropischen und subtropischen Küstengebieten von Queensland und dem nördlichen New South Wales vor. Hier wachsen sie im wet sclerophyll forest oder im Regenwald vom Meeresspiegel bis in 615 m Seehöhe.

## Systematik
Die Gattung wurde durch Eduard August von Regel 1857 erstbeschrieben und bildet zusammen mit der ebenfalls australischen Gattung Macrozamia und der afrikanischen Encephalartos die Tribus Encephalarteae innerhalb der Familie Zamiaceae.
Es sind in der Gattung zwei Arten bekannt:
- Lepidozamia hopei (W. Hill) Regel: Sie kommt im nordöstlichen Queensland vor.[2]
- Lepidozamia peroffskyana Regel: Sie kommt vom südöstlichen Queensland bis zum nordöstlichen New South Wales vor.[2]